# Государственный комитет по делам здравоохранения КНР
Государственный комитет по делам здравоохранения КНР (кит. трад. 國家衛生健康委員會, упр. 国家卫生健康委员会, пиньинь Guójiā Wèishēng Jiànkāng Wěiyuánhuì) — орган исполнительной власти Государственного Совета Китайской Народной Республики, который отвечает за здравоохранение и санитарию в стране.
Образован 19 марта 2018 года. Госкомитет располагается в Пекине.
Председателем с даты основания является Ма Сяовэй, утверждённый в должности на 1-м пленуме Всекитайского собрания народных представителей 13-го созыва.

## История
Начиная с 1954 г. и вплоть до 2013 г., здравоохранением в КНР занималось Министерство здравоохранения. После чего было заменено Госкомитетом по делам здравоохранения и планового деторождения КНР.
В марте 2018 года правительство Китайской Народной Республики объявило о ликвидации Государственного комитета по делам здравоохранения и планового деторождения КНР, его функции были переданы новому органу — Госкомитету по делам здравоохранения КНР.
Китай является членом Всемирной организации здравоохранения. Министр Ма Сяовэй на 92-й сессии Всемирной ассамблеи здравоохранения сообщил, что с 1978 года Китай сосредоточен на улучшении первичной медико-санитарной помощи, разработке универсальной системы защиты населения и повышении качества, эффективности и доступности первичной медико-санитарной помощи.

### Противодействие эпидемиям.
Госкомитет является ведущим органом исполнительной власти в материковом Китае, координирующим национальные усилия по борьбе со вспышкой коронавируса в Ухане в 2019-20 годах

## Органы отчётности по деятельности Госкомитета
Следующие агентства отчитываются по деятельности Госкомитета.
- Национальное бюро медицинского страхования — орган, который управляет государственным планом медицинского страхования, а также закупками и распределением лекарств.
- Китайский центр по контролю и профилактике заболеваний — национальное агентство по профилактике и контролю заболеваний.

## Список председателей Госкомитета (в ранге министра)
| № | Имя       | Вступил в должность | Покинул должность | Примечания |
| - | --------- | ------------------- | ----------------- | ---------- |
| 1 | Ма Сяовэй | 19 марта 2018 года  | В должности       |            |

### Упразднённый Госкомитет по делам здравоохранения и планового деторождения КНР
| № | Имя     | Вступила в должность | Покинула должность |
| - | ------- | -------------------- | ------------------ |
| 1 | Ли Бинь | 16 марта 2013 г.     | Март 2018          |

### Упразднённое Министерство здравоохранения КНР
| №            | Имя                    | Вступил в должность | Покинул должность |
| ------------ | ---------------------- | ------------------- | ----------------- |
| 1            | Ли Декюан              | Ноябрь 1949         | Январь 1965       |
| 2            | Цянь Синьчжун          | Январь 1965         | Июнь 1968         |
| 3            | Цю Гогуан (邱国光)     | Июнь 1968           | Июнь 1970         |
| 4            | Чен Ренхонг (陈仁洪)   | Июнь 1970           | Июль 1973         |
| 5            | Лю Сянпин (刘湘 屏)    | Июль 1973           | Октябрь 1976      |
| Без министра |                        |                     |                   |
| 6            | Цзян Ичжэнь (江 一 真) | Ноябрь 1977         | Апрель 1979 г.    |
| (2)          | Цянь Синьчжун          | Апрель 1979 г.      | Май 1982          |
| 7            | Цуй Юели (崔 月 犁)    | Май 1982            | Март 1987         |
| 8            | Чэнь Минчжан (陈敏 章) | Март 1987           | Март 1998         |
| 9            | Чжан Венканг           | Март 1998           | Апрель 2003       |
| 10           | Ву Йи                  | Апрель 2003         | Апрель 2005       |
| 11           | Гао Цян                | Апрель 2005         | Июнь 2007         |
| 12           | Чэнь Чжу               | Июнь 2007           | 16 марта 2013 г.  |